# Die hypermoderne Schachpartie
Die hypermoderne Schachpartie é o título original em língua alemã de uma obra-prima da literatura enxadrística escrita por Savielly Tartakower, um dos fundadores da Escola Hipermoderna e publicada em 1924. Não foi ainda traduzida para a língua portuguesa, mas pode ser encontrada nas livrarias brasileiras em sua versão inglesa, Hyper-modernist Chess Play.